# Eleanor Lambert
Eleanor Lambert Berkson (Crawfordsville, 10 agosto 1903 – New York, 7 ottobre 2003) è stata una figura centrale nelle pubbliche relazioni nel settore della moda americana.

## Carriera
A metà anni trenta, Lambert è stata la prima direttrice dell'ufficio stampa del Whitney Museum of American Art e collaborò alla fondazione del Museum of Modern Art. Jackson Pollock, Jacob Epstein e Isamu Noguchi erano solo alcuni dei nomi di artisti da lei rappresentati.
Nel 1959 e nel 1967, fu incaricata dal governo statunitense di presentare per la prima volta la moda americana in Russia, Germania, Italia, Australia, Giappone, Brasile e Svizzera.
Nel 1965, fu designata dal presidente Lyndon B. Johnson al Consiglio Nazionale delle Arti del National Endowment for the Arts. Nel 1962, organizzò il Council of Fashion Designers of America (CFDA) e vi rimase come membro onorario sino al 2003.
Nel 2001 il CFDA creò il “The Eleanor Lambert Award”, che viene assegnato per “contributi unici al mondo della moda e/o meriti speciali nel settore”. Pochi mesi prima della sua morte, aveva lasciato la sua International Best Dressed List a quattro editori di Vanity Fair. Poco dopo la sua ultima apparizione pubblica alla settimana della moda di New York a settembre, la Lambert è morta all'età di cento anni.
Poco dopo la sua morte, suo nipote, Moses Berkson, ha completato un documentario sulla sua vita.

## Vita privata
Lambert era nata a Crawfordsville, nell'Indiana ed aveva frequentato la John Herron School of Art e l'Art Institute of Chicago per studiare moda. Aveva avviato un'agenzia pubblicitaria a Manhattan, occupandosi principalmente di gallerie d'arte.
È stata sposata due volte, prima con Wills Conner, dal quale divorziò e successivamente con Seymour Berkson nel 1936. Questo secondo matrimonio terminò con la morte di lui nel 1959. Eleanor e Seymour ebbero un figlio insieme, chiamato William Berkson.